# Тарамчук
Тарамчу́к — село (до 2011 року — селище) Вугледарської міської громади Волноваського району Донецької області України. У селі мешкає 100 людей.

## Загальна інформація
Відстань до райцентру становить близько 30 км і проходить переважно автошляхом місцевого значення.
Землі села межують із територією смт Оленівка та с. Пільне Волноваського району Донецької області.
Поруч із селом розташований зупинний пункт 1168 км.

## Війна на сході України
17 листопада 2014 року під час обстрілу терористами з танку взводного опорного пункту поблизу Тарамчука загинув солдат 28-ї бригади Олег Сарабін. 11 липня 2016 року загинули молодший лейтенант Юрій Гуртяк разом з старшим солдатом Ярославом Комаровим — під час виконання бойового завдання з мінування можливих шляхів просування бойовиків ДНР: обидва військовослужбовці підірвалися на протипіхотній міні МОН-50 поблизу села Тарамчук Мар'їнського району. 10 січня 2017-го під Тарамчуком відбулося боєзіткнення, терористів відкинуто.

## Населення
За даними перепису 2001 року населення села становило 197 осіб, із них 68,02 % зазначили рідною мову українську, 31,47 % — російську та 0,51 % — білоруську мову.